# 夏模様 (KinKi Kidsの曲)
『夏模様』（なつもよう）は、KinKi Kidsの23枚目のシングル。2006年7月26日発売。発売元はジャニーズ・エンタテイメント。

## 解説
前作『SNOW! SNOW! SNOW!』から約7か月でリリースされたシングル。
初回盤と通常盤ではジャケット違い、収録曲違いがある。前作と同じく、初回盤はA面のインスト版、通常盤はそれに新曲が収録されている。

## チャート成績
オリコン週間ランキングで、初週23.9万枚を売り上げ、初登場1位を獲得した。デビューシングル『硝子の少年』から23作連続1位を記録した。CD累計売上は31.1万枚（オリコン調べ）である。

## 収録曲

### 初回盤
1. 夏模様
（作詞：Satomi　作曲：林田健司　編曲：佐久間誠　ストリングスアレンジ：佐藤泰将）
サビのパートは堂本剛が主唱を歌い、堂本光一が下パートのハモリに徹している。
昭和歌謡と沖縄歌謡を融合させた叙情歌的な歌謡曲色の強い楽曲となっている。
出版者：ブライト・ノート・ミュージック
2. 星のロマンティカ
（作詞・作曲：井手コウジ　編曲：吉田建　ブラスアレンジ：下神竜哉　コーラスアレンジ：井手コウジ・Ko-saku）
出版者：ブライト・ノート・ミュージック
3. NOASIS 〜愛の旅人〜
（作詞：久保田洋司　作曲・編曲：石塚知生）
出版者：ブライト・ノート・ミュージック
4. 夏模様 (Backing Track)

### 通常盤
1. 夏模様
2. 星のロマンティカ
3. いつでもどこへでも
（作詞・作曲：マシコタツロウ、編曲：十川知司）
出版者：ブライト・ノート・ミュージック

## 楽曲の収録アルバム
- 夏模様
  - I album -iD-
  - The BEST
- 星のロマンティカ

（アルバム未収録）
- NOASIS 〜愛の旅人〜

（アルバム未収録）
- いつでもどこへでも

（アルバム未収録）

## 映像作品
- 夏模様
  - K album（初回限定盤）
  - KinKi you DVD